# Imrich Angyal
Imrich Angyal [imrich anďal] (* 22. listopadu 1946) je bývalý slovenský fotbalista, útočník.

## Fotbalová kariéra
V československé lize hrál za VSS Košice a Jednotu Trenčín. Nastoupil ve 117 ligových utkáních a dal 12 gólů. Vítěz Slovenského a finalista Československého poháru 1972/73. V Poháru UEFA nastoupil ve 2 utkáních. Do Košic přišel z LB Spišská Nová Ves.

## Ligová bilance
| Ročník                                   | Zápasy | Góly | Klub            |
| ---------------------------------------- | ------ | ---- | --------------- |
| 1. československá fotbalová liga 1971/72 | 29     | 2    | VSS Košice      |
| 1. československá fotbalová liga 1972/73 | 26     | 3    | VSS Košice      |
| 1. československá fotbalová liga 1973/74 | 16     | 1    | VSS Košice      |
| 1. československá fotbalová liga 1974/75 | 22     | 1    | VSS Košice      |
| 1. československá fotbalová liga 1975/76 | 22     | 5    | Jednota Trenčín |
| 1. československá fotbalová liga 1976/77 | 2      | 0    | Jednota Trenčín |
| CELKEM 1. liga                           | 117    | 12   |                 |